# Bodine Koehler
Bodine Koehler (Bodine Koehler Peña, sinh ngày 30 tháng 9 năm 1992) là một nhạc sĩ, người mẫu và là nữ hoàng sắc đẹp người Puerto Rico gốc Hà Lan, cô đã giành chiến thắng tại cuộc thi Hoa hậu Hoàn vũ Puerto Rico 2012, sau đó đại diện cho Puerto Rico tại cuộc thi Hoa hậu Hoàn vũ 2012.

## Cuộc sống cá nhân
Bodine Koehler sinh ngày 30 tháng 9 năm 1992 tại Amsterdam, Hà Lan với cha là người Hà Lan và mẹ là người Dominica. Bodine chuyển đến Puerto Rico khi cô 8 tuổi và lớn lên ở San Juan. Cô thông thạo tiếng Tây Ban Nha, tiếng Hà Lan và tiếng Anh và là một trong những người mẫu nổi tiếng nhất ở đảo quốc này.
Cô là anh em họ thứ hai của Hoa hậu Thế giới 1959, Corine Rottschäfer.

## Hoa hậu Hoàn vũ Puerto Rico 2012

### Đăng quang
Vào ngày 7 tháng 11 năm 2011, Bodine Koehler đại diện cho vùng Río Grande tham gia cuộc thi Hoa hậu Hoàn vũ Puerto Rico 2012. Cô đã đánh bại 38 thí sinh khác để giành danh hiệu cao nhất và giành quyền đại diện cho Puerto Rico tại cuộc thi Hoa hậu Hoàn vũ 2012.

### Tranh cãi
Trong nhiệm kì hoa hậu của mình, Bodine Koehler và Tổ chức Hoa hậu Hoàn vũ Puerto Rico đã bị chế giễu vì thực tế Bodine là người Cộng hòa Dominican gốc Hà Lan, chứ không phải người Puerto Rico. Các quy định được đưa ra của Tổ chức Hoa hậu Hoàn vũ Puerto Rico là: những người tham gia cuộc thi phải là công dân của Puerto Rico đã sống ở đó ít nhất sáu tháng. Bodine Koehler sinh ra ở Hà Lan và chuyển đến Puerto Rico khi 8 tuổi.

## Hoa hậu Hoàn vũ 2012
Bodine Koehler đại diện cho Puerto Rico tại cuộc thi Hoa hậu Hoàn vũ 2012 được tổ chức vào ngày 19 tháng 12 cùng năm, nơi cô tranh tài để kế nhiệm ngôi vị từ Hoa hậu Hoàn vũ 2011 - Leila Lopes của Angola. Mặc dù là một trong những thí sinh được yêu thích nhất và dẫn đầu các bảng xếp hạng từ các chuyên trang sắc đẹp, nhưng cuối cùng cô đã không lọt vào Top 16 chung cuộc.